# 吉温
吉温（？—755年），冯翊池阳（今陕西泾阳西北）人，唐朝官员。

## 家世
- 高祖：吉湛，隋光禄少卿、仪同三司、襄州刺史、会昌伯
- 曾祖：吉谦，唐河兰谯三州诸军事、三州刺史、右骁卫将军、永宁子
- 祖父：吉哲，唐归、忠、易三州刺史、汾川男
- 父亲：吉琚
- 叔父：吉顼，吏部侍郎、同中书门下平章事，赠御史大夫
- 叔父：吉琯（664年—701年），字叔玉，河内府右果毅都尉、左羽林卫内供奉、灵武军副使，长安元年卒于康州，年三十八。
- 姐妹：吉氏，武敬一母，孙女武氏为唐玄宗儿子盛王李琦王妃

## 生平
吉顼之侄，父亲吉琚，母亲是百济义慈王的曾孙女。开始唐玄宗不喜欢他，只任命他为新丰县丞。后来，吉温投靠李林甫，参与陷害李适之，用酷刑逼供，擢升京兆府士曹。后来和王鉷陷害杨慎矜，出力最多，被李林甫擢升为户部郎中，常带御史。他和安禄山关系不错，希望安禄山荐举他为宰相。唐玄宗任命安禄山为河东节度，吉温为河东节度副使，兼雁门太守。杨国忠为宰相，和吉温关系开始也不错，保荐他入京为御史中丞。后来，见安禄山入朝时，奏请皇帝加封吉温为武部侍郎、兼御史中丞，充闲厩、苑内、营田、五坊等副使。杨国忠大怒，指使评事吴豸之告发吉温索取贿赂，吉温被贬为澧阳长史。755年，吉温受赃七千匹及夺人口马奸秽之事发，又贬端州高要尉。八月，朝廷遣大理司直蒋沇去审问他，吉温死于狱中。当年十一月，安禄山叛乱，当时有人说是为吉温报仇。

## 延伸阅读
[在维基数据编辑]
 《舊唐書·卷186下》，出自刘昫《舊唐書》
 《新唐書·卷209》，出自《新唐書》